# Hydroporus kryshtali
Hydroporus kryshtali är en skalbaggsart som beskrevs av Bilyashiwski 1993. Hydroporus kryshtali ingår i släktet Hydroporus och familjen dykare. Inga underarter finns listade i Catalogue of Life.